# アタシと私
『アタシと私』（アタシとわたし）は、中山美穂の最初の小説。1997年12月10日に幻冬舎より出版された。

## 概要
- それまでエッセイ集は出版したことのある中山美穂が、初めて出版した小説である（ただし、1993年発売の『月刊カドカワ』で短編小説の発表はあった）。発売1ヶ月で10万部を売り上げ、1999年12月25日には幻冬舎文庫で再刊された。
- 元々は出版社からのエッセイ集出版のオファーだったが、以前から温めていた内容を元に、短い詩の集まりで構成したファンタジー小説に仕上がった。中山自身は本作を“微小説”と語っていた。
- 作品の中で主人公が歌うジャズのスタンダードナンバー「スターダスト」は、後に中山自身も歌い、2000年にインターネット配信限定でリリースされた（2006年にCD-BOX『Complete SINGLES BOX』に収録され初CD化）。
- 発売日には東京・銀座にある福家書店でデビュー当時以来となるサイン会を行い、売上好調により同年12月には青山ブックセンター青山本店で中山本人による朗読会も行われた。